# Kukszu
A kukszu (hangul:  국수, RR: guksu) vagy sino-koreai szóval mjon  (hangul: 면 , handzsa:  麵, RR: myeon) a koreai tésztafélék neve. Ázsiában a tészta készítése Kínából terjedt el. Nemcsak búzalisztből készülhet, hanem például mungóbablisztből (üvegtészta), árpából, szójababból, hajdinából és tápiókából is. A gabonából készült tésztafélék korábban a hosszú élet szimbólumaként ünnepi ételnek számítottak, mivel a búza és hasonló gabonafélék ritkák voltak, így ezek a típusú tészták csak 1945 után váltak alapvető élelmiszerré.

## Fajtái
A nengmjon (naengmyeon) hideg tésztaételeket, az onmjon (onmyeon) meleg tésztaételeket jelöl. A khalgukszu (kalguksu) kézzel készített és késsel vágott tésztát jelenti, a tangmjon (dangmyeon) (당면) pedig az üvegtésztát, ez egyébként a csapcshe (japche) (잡채) alapanyaga is. A szudzsebi (sujebi) kézzel tépett tésztával készül.